# Feliniopsis grisea
Feliniopsis grisea là một loài bướm đêm trong họ Noctuidae.